# Tanimbarwielewaal
De Tanimbarwielewaal (Oriolus decipiens) is een zangvogel uit de familie Oriolidae (Wielewalen en vijgvogels).

## Verspreiding en leefgebied
Deze soort is endemisch op de Tanimbar-eilanden, een Indonesische eilandengroep.

## Status
De grootte van de populatie is in 2022 geschat op 75.000-150.000 volwassen vogels. Op de Rode lijst van de IUCN heeft deze soort de status niet bedreigd.